# Venom/Spider-Man: Separation Anxiety
Venom/Spider-Man: Separation Anxiety es un videojuego de desplazamiento lateral beat 'em up y una secuela de Spider-Man and Venom: Maximum Carnage, lanzado para Mega Drive/Genesis y Super Nintendo y luego portado a PC. Uno o dos jugadores se unen como Spider-Man y Venom para derrotar al malvado simbionte Carnage. El juego cuenta con muchos matones que el jugador tiene que derrotar: fuertemente armados Jury y los hijos simbiontes de Venom. También hay ayuda de cameo de Capitán América, Ghost Rider, Hawkeye y Daredevil.
El juego recibió críticas mediocres, siendo criticado en gran medida por su repetitividad, falta de originalidad y falta de escenas.

## Trama
Aunque el juego lleva el título de la serie de cómics  Venom: Separation Anxiety , la historia sigue más de cerca los eventos de la primera serie limitada de Venom, Venom: Lethal Protector. La trama del juego sigue vagamente a Lethal Protector de las siguientes maneras:
- Aparición de Spider-Man (en Lethal Protector #1)
- Enfrentando al excavador en San Francisco (como se ve en Lethal Protector #1)
- Descubriendo la ciudad subterránea (como se ve en Lethal Protector #1)
- Aparición de The Jury (como se ve en Lethal Protector #2)
- Eliminación de cinco semillas simbiontes para crear cinco nuevos simbiontes (como se ve en Lethal Protector #4)
- El escape de Spider-Man y Venom de la Life Foundation (como se ve en Lethal Protector #5)
- Enfrentando a los cinco simbiontes en la sede de la Life Foundation (como se ve en Lethal Protector #5)

## Recepción
Al revisar la versión de Génesis, Electronic Gaming Monthly el "equipo de revisión" acordó unánimemente que el juego "no es muy divertido", en particular al encontrar fallas en las peleas repetitivas con los mismos enemigos y el combate barato, con su constante flujo de golpes ineludibles. En general, consideraban que la capacidad de jugar como Spider-Man o Venom era la única característica buena del juego. Un crítico de Next Generation comentó que los gráficos, el audio y la jugabilidad del juego "están todos a la par" con Maximum Carnage, pero que no había nada nuevo o interesante para diferenciar el juego de su predecesor o de los otros juegos de beat 'em up en el mercado. The Outlaw de GamePro estuvo de acuerdo en que los diseños de niveles son poco originales y monótonos, y fue uno de los pocos críticos en encontrar fallas serias en los gráficos y el sonido: "Los sprites carecen de detalles, los matones se han lavado las caras y los héroes parecen anticuados. El juego merece música dinámica, voz digitalizada y tal vez algunos efectos geniales, pero carece de todos estos ingredientes clave". No obstante, concluyó que es un juego de acción sólido que vale la pena comprar, principalmente citando la gran variedad de movimientos. Al revisar la versión para Super Nintendo en el mismo número, Air Hendrix sostuvo que era superior a la versión para Genesis debido a los gráficos más coloridos y detallados. Next Generation también encontró que los gráficos de la versión para SNES eran "relativamente buenos", pero nuevamente enfatizó la falta de originalidad del juego.
Un crítico de Next Generation examinó el puerto de PC, llamándolo "un festival arcade con poca complejidad y profundidad en un juego de PC". Si bien señaló que era un port extremadamente preciso, lo calificó más bajo que las versiones para Super Nintendo y Genesis debido a su pobre relación calidad-precio; Señaló que una nueva Super Nintendo o Genesis y una serie de beat-'em-ups de estilo arcade para esos sistemas podrían adquirirse por poco dinero.